# Єлейкино
Єле́йкино (рос. Елейкино, марій. Элесола) — присілок у складі Моркинського району Марій Ел, Росія. Входить до складу Шалинського сільського поселення.

## Населення
Населення — 28 осіб (2010; 29 у 2002).
Національний склад (станом на 2002 рік):
- лучні марійці — 100 %